# Snowmass Mountain
Snowmass Mountain je hora v Pitkin County a Gunnison County, ve středo-západní části Colorada.
S nadmořskou výškou 4 297 metrů náleží do první třicítky nejvyšších hor v Coloradu. Nachází se v pohoří Elk Mountains, které je součástí jižních Skalnatých hor. Leží 3,7 kilometru jihovýchodně od vyššího mateřského vrcholu Capitol Peak, v národním lese White River National Forest.